# Stabilité chimique
La stabilité chimique, au sens technique du terme utilisé en chimie, se réfère à la stabilité thermodynamique d'un système chimique.
Un système chimique est thermodynamiquement stable lorsqu'il est à son niveau d'énergie le plus bas, ou en équilibre chimique avec son environnement. Ce peut être un équilibre dynamique, où des atomes individuels ou des molécules changent de forme, mais leur nombre global dans une forme particulière reste inchangé. Ce type d'équilibre thermodynamique chimique durera indéfiniment, sauf si le système est changé.
Un état A est dit plus stable thermodynamiquement qu'un état B si l'enthalpie libre de la réaction transformant A en B est positive.